# Wolfgang von Mansfeld
Wolfgang (III.) Graf von Mansfeld (auch Wolf) (* 1575; † 15. Mai 1638 in Wien) diente als Offizier und Gesandter zunächst verschiedenen Fürsten, ehe er ganz in kaiserliche Dienste trat. Zuletzt war er Feldmarschall und Geheimer Rat.

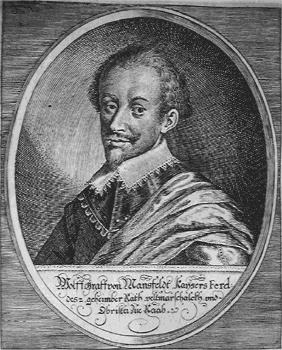
Wolfgang von Mansfeld

## Familie
Er war der Sohn des Grafen Bruno II. von Mansfeld–Vorderort aus der Linie Bornstedt. Die Mutter war Christine, geborene Gräfin von Barby und Mühlingen. Er war der ältere Bruder von Bruno und Philipp von Mansfeld, beide traten später in kaiserliche Dienste. Wolfgang heiratete 1618 Sophie Schenk von Tautenburg, verwitwete Gräfin zu Solms-Sonnenwalde. Mit dieser hatte er fünf Kinder.

## Leben
Er diente auf kaiserlicher Seite in den Feldzügen in Ungarn und zeichnete sich 1605 bei der Belagerung von Gran aus. Während des Jülich-Klevischen Erbfolgestreits diente er dem Kurfürsten von Sachsen als Gesandter in Frankreich. Als es 1610 zum offenen Kampf kam, diente er in sächsischem Kriegsdienst. Danach war er zeitweise in hessischen Diensten Statthalter von Darmstadt, ehe er in sächsische Dienste zurückkehrte. Er war Gesandter Kursachsens bei der Wahl Ferdinands II.
Dem Kaiser führte er zu Beginn des Dreißigjährigen Krieges im Jahr 1620 Hilfstruppen aus Sachsen in der Lausitz zu. Er nahm unter anderem an der Belagerung von Bautzen teil. 
Danach ging er endgültig in den kaiserlichen Dienst über. Er wurde 1623 Kommandant von Raab. Für geleistete Dienst erhielt er die Herrschaften Schluckenau und Hainspach. Er führte 1624 den verbündeten Spaniern Hilfstruppen in Italien zu. Zurück aus Italien hatte er wohl die Ehre bei der Krönung Ferdinands zum ungarischen König den Reichsapfel zu tragen. Im Jahr 1627 konvertierte er zum Katholizismus. Im selben Jahr schenkte ihm der Kaiser Rothenburg. Er diente 1628 als kaiserlicher Kommissar beim böhmischen Landtag in Prag. Auch wurde er Statthalter über das Erzstift Magdeburg und das Hochstift Halberstadt. Er vertrat dort einen strikt gegenreformatorischen Kurs und wollte nur Katholiken in Magdeburg dulden. Die Stadt wollte er in Marienburg umbenennen, traf damit aber auf den Widerstand des Kaisers. Er hob ein neues kaiserliches Heer von 20.000 Mann mit Sammelplatz bei Ulm aus. 
Beim Kampf um Magdeburg wurde er an einem besonders umkämpften Abschnitt eingesetzt. Nach der Eroberung und Zerstörung der Stadt wurde er dort Befehlshaber. Während dieser Zeit wurde sein eigenes Herrschaftsgebiet geplündert. Nach der Schlacht bei Breitenfeld  musste er sein Schloss den Schweden überlassen.   
Die schwedischen Truppen schlossen ihn 1632 in Magdeburg ein. Er hat die Stadt erfolgreich verteidigt, bis die Belagerer sich vor dem heranrückenden Pappenheim zurückzogen. Mansfeld zog seinerseits mit seinen nur 2.000 Mann aus Mangel an Lebensmitteln Anfang 1633 ab. Zuvor hatte er die Befestigungen sprengen lassen. Danach kehrte er auf seinen Posten in Raab zurück. Er war außerdem kaiserlicher Kammerherr und seit 1632 kaiserlicher Rat.